# Giovanni Aldega
Giovanni Aldega (Roma, 26 febbraio 1815 – Monte San Giovanni Campano, 27 aprile 1862) è stato un compositore italiano.
Autore di molte musiche sacre strumentali, fu maestro di cappella a Santa Maria Maggiore per cinque anni (1857-1862).